# محمد زعلوك
محمد أحمد زعلوك (مواليد 5 مارس 2005) هو لاعب كرة قدم مصري يلعب في مركز المهاجم الصريح في الأهلي ومنتخب مصر تحت 20 عام.

## المسيرة الكروية

### وادي دجلة
تعاقد معه المارد الأحمر في سوق الانتقالات الصيفية عام 2022 قادمًا من وادي دجلة، ضمن صفقة ضمت 6 لاعبين آخرين. وقبل أن ينتقل إلى الأهلي، لعب مع فريق وادي دجلة في الموسم السابق 27 مباراة، سجل 20 هدفًا، وقدم 5 تمريرات حاسمة.احتل المركز الثاني في جدول ترتيب هدافي دوري الجمهورية، قبل أن ينتقل إلى سبورتنج لشبونة لقضاء فترة معايشة، ومن ثم الانتقال إلى الأهلي.

### الأهلي
انتقل إلى الأهلي من وادي دجلة مقابل 3 مليون جنيه مصري بعد أن تألق في دوري قطاع الناشئين، انضم للعب مع ناشئين الأهلي، شارك زعلوك لأول مرة مع الأهلي أمام المصري البورسعيدي في الدوري المصري الممتاز موسم 2022–23.
سافر زعلوك مع الأهلي في معسكر النمسا في المعسكر الإعدادي للموسم ولعب أمام نادي الألومينيج السلوفيني وسجل الهدف الثالث للأهلي عندما سجل محمود كهربا الهدف الأول وصلاح محسن الهدف الثاني. بدأ الموسم وشارك في مبارتين كبديل الأولي امام الاسماعيلي بدلا من أنتوني موديست عندما فاز الأهلي بثلاثة أهداف مقابل هدف والثانية في تعادل سلبي أمام نادي سموحة بدلا من كريم فؤاد، ثم انتقل إلى مودرن سبورت كإعارة لأكتساب الخبرات في انتقالات يناير.

### مودرن سبورت (إعارة)
في 13 يناير 2024 انضم زعلوك إلى مودرن سبورت على سبيل الإعارة لمدة موسم ونصف مع عبدالرحمن رشدان وأحمد خالد كباكا في صفقة إنتقال عمر كمال عبدالواحد إلى الأهلي. شارك زعلوك في خمس مباريات في الدوري المصري الممتاز ومباراة واحدة في الكونفدرالية الإفريقية أمام الزمالك. ثم عاد زعلوك إلى الأهلي قبل إنتهاء عقده مع مودرن سبورت بسبب بعض المشاكل مع مدرب الفريق آنذاك طلعت يوسف.

## أسلوب اللعب
يشغل زعلوك مركز المهاجم الصريح، كما يجيد اللعب في مركزي الجناح سواء الأيمن أوالأيسر.
يُجيد اللعب بقدميه اليمنى واليسرى، كما يتميز بإجادته للعب بالرأس.

## الإحصائيات

### النادي
آخر تحديث في 18 ديسمبر 2024
| النادي             | الموسم   | الدوري                | الدوري | الدوري  | كأس مصر | كأس مصر | كاس الرابطة المصرية | كاس الرابطة المصرية | افريقيا | افريقيا | أخرى   | أخرى    | المجموع | المجموع |
| النادي             | الموسم   | الدرجة                | الظهور | الأهداف | الظهور  | الأهداف | الظهور              | الأهداف             | الظهور  | الأهداف | الظهور | الأهداف | الظهور  | الأهداف |
| ------------------ | -------- | --------------------- | ------ | ------- | ------- | ------- | ------------------- | ------------------- | ------- | ------- | ------ | ------- | ------- | ------- |
| الاهلي             | 2022–23  | الدوري المصري الممتاز | 1      | 0       | 0       | 0       | 0                   | 0                   | 0       | 0       | 0      | 0       | 1       | 0       |
| الاهلي             | 2023–24  | الدوري المصري الممتاز | 2      | 0       | 0       | 0       | 0                   | 0                   | 0       | 0       | 0      | 0       | 2       | 0       |
| مودرن سبورت(إعارة) | 2023–24  | الدوري المصري الممتاز | 5      | 0       | 0       | 0       | 0                   | 0                   | 1       | 0       | 0      | 0       | 6       | 0       |
| الإجمالي           | الإجمالي | الإجمالي              | 8      | 0       | 0       | 0       | 0                   | 0                   | 1       | 0       | 0      | 0       | 9       | 0       |

## الإنجازات
الأهلي
- الدوري المصري الممتاز (2): 2022–23، 2023–24